# Wohnhausgruppe Lohnstraße 20–26

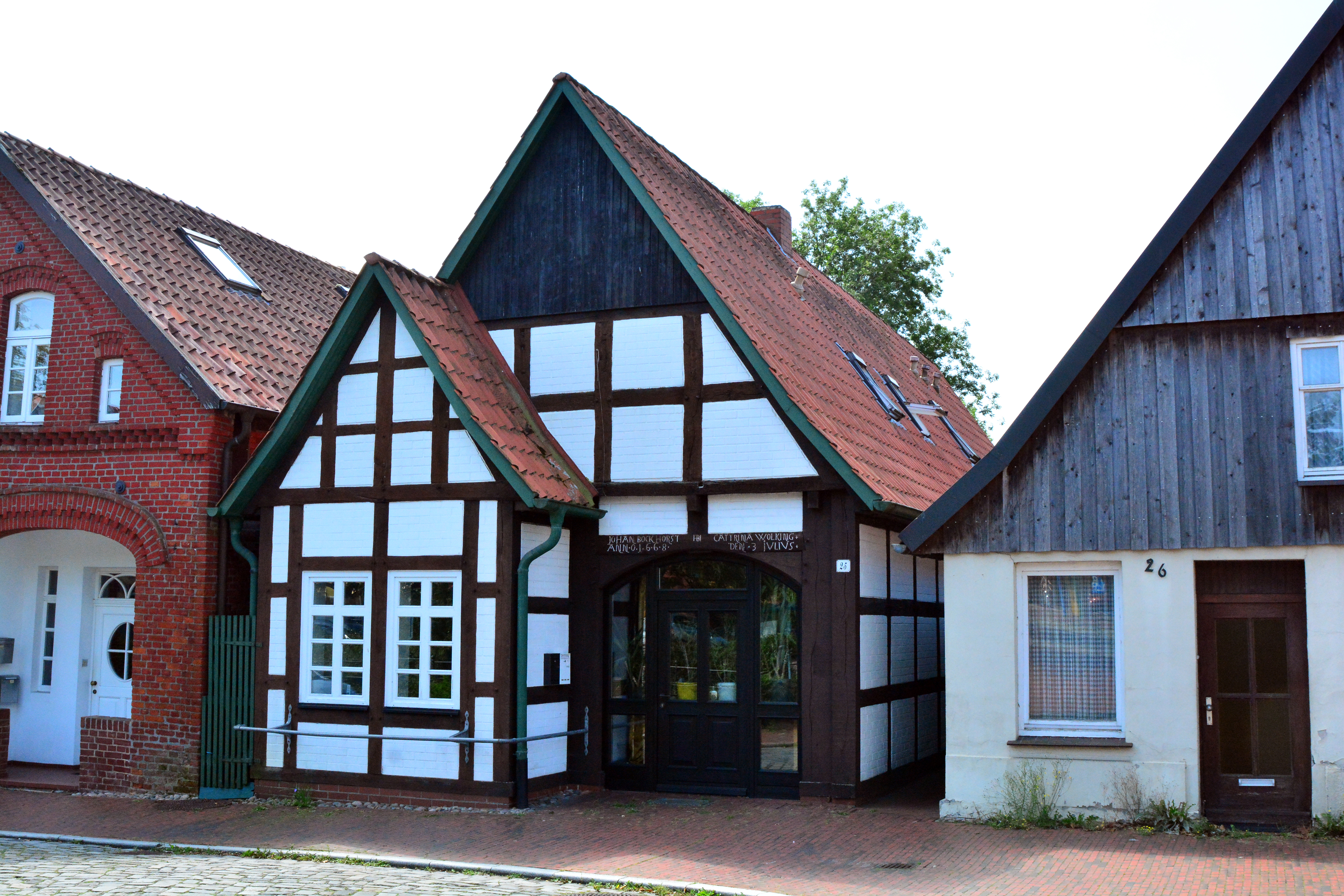
Wohnhäuser Lohnstraße 24–26

Die Wohnhausgruppe Lohnstraße 20–26 in Diepholz stammt aus dem 19. Jahrhundert.
Die Gebäude stehen unter Denkmalschutz (siehe auch Liste der Baudenkmale in Diepholz).

## Beschreibung
Die Wohnhausgruppe besteht aus sieben eingeschossigen Giebelhäusern mit Satteldächern:
- Nr. 20: Fachwerkhaus mit Ziegelausfachungen, im Obergeschoss verputzt
- Nr. 21: Fachwerkhaus von 1811 mit geputzten Ausfachungen und Standerker (Auslucht)
- Nr. 22: Verklinkertes Haus
- Nr. 23: Verklinkertes Haus mit Ziermauerwerk und Fries
- Nr. 24: Verklinkertes Haus mit Fassadendekor und Fries
- Nr. 25: Fachwerkhaus von 1668 (?) mit Standerker (Auslucht)
- Nr. 26: Massives Haus mit verbrettertem Giebeldreieck

Das Landesdenkmalamt befand: „… geschichtliche und städtebauliche Bedeutung …“
An der Lohnstraße steht auch die denkmalgeschützte Wohnhausgruppe Lohnstraße 10–11, wohl vom Ende des 18. Jahrhunderts.